# Geerten Gossaert
Geerten Gossaert, pseudonimo di Frederik Carel Gerretson (Kralingen, 9 febbraio 1884 – Utrecht, 27 ottobre 1958), è stato uno scrittore olandese.
Viaggiatore e uomo di vasta cultura, scrisse anche di argomenti sociologici e politici.
Convinto assertore del Protestantesimo, divenne famoso per il volume di versi Esperimenti (1911) nel quale si possono cogliere gli echi della collaborazione alla rivista Il movimento.
Secondo Gossaert la vita umana è caratterizzata dall'adorazione delle cose materiali e da una solitudine alla quale si reagisce cercando Dio.